# Olga Nikolajevna Larionovová
Olga Nikolajevna Larionovová (rusky Ольга Николаевна Ларионова) (* 16. března 1935 Leningrad) je ruská a sovětská spisovatelka literatury science fiction.

## Život
Narodila se v Leningradu (dnešní Petrohrad), vystudovala zde fyzikální fakultu Leningradské státní univerzity a krátce pracovala jako inženýr v Ústředním výzkumném ústavu hutnictví a svařování. Poté působila jako průvodce v turistických vlacích, jezdila především do Pobaltí, kde často navštěvovala Muzeum symbolistického hudebního skladatele a malíře Mikalojuse Konstantinase Čiurlionise v Kaunasu, jehož obrazy jí velmi ovlivnily.
Jako spisovatelka debutovala roku 1964 fantastickou povídkou Киска (Koťátko). Další rok pak vydala vědeckofantastický román Леопард с вершины Килиманджаро (Leopard z Kilimandžára), který z ní udělal jednoho z nejpopulárnějších autorů sovětské science fiction. Roku 1967 se stala profesionální spisovatelkou. Od roku 2000 žije v Moskvě. Její díla se vyznačují hlubokou psychologickou analýzou jednání lidí v mezních situacích.

## Dílo
- Леопард с вершины Килиманджаро (1965, Leopard z Kilimandžára), román, který zachycuje společnost ve vzdálené budoucnosti, ve které se lidé nepředvídanou náhodou dozvědí každá dobu své smrti.
- Остров мужества (1971, Ostrov odvahy), sbírka povídek.
- Знаки зодиака (1976–1990, Zvěrokruh), cyklus devíti povídek a novel vzniklý na základě obrazů symbolistického hudebního skladatele a malíře Mikalojuse Konstantinase Čiurlionise.
- Сказка королей (1981, Pohádka králů), sbírka povídek.
- Знаки зодиака (1983, Zvěrokruh), sbírka povídek.
- Лабиринт для троглодитов (Bludiště pro troglodyty), trilogie líčící práci lidské expedice na planetě Tamerlana Stěpanova, kde jakási cizí civilizace zanechala přírodní rezervaci s ochočenými zvířaty odsouzenými k vymírání.
  - Соната моря (1985, Sonáta moře),
  - Клетчатый тапир (1989, Kostkovaný tapír),
  - Лабиринт для троглодитов (1991, Bludiště pro troglodyty).
- Венценосный крэг (Věncenosnyj kreg), cyklus odehrávající se na vzdálené planetě Jasper, kde žije hrstka slepých aristokratů, kterým nahrazují zrak záhadné bytosti – ptáci kregové, s nimiž jednotliví lidé žijí v symbióze.
  - Чакра Кентавра (1988, Čakra Kentaura),
  - Делла-Уэлла (1996, Della-Uella),
  - Евангелие от Крэга (1998, Kregovo evangelium),
  - Лунный нетопырь (2005, Měsíční netopýr),
  - REX, dosud nepublikováno.
- Формула контакта (1991, Vzorec kontaktu), sbírka povídek.

## Ocenění
- 1977: cena Фант (Fant) za povídku Где королевская охота.[3]
- 1987: cena Аэлита (Aelita) za novelu Соната моря (Sonáta moře).[4]
- 2001: ocenění Паладин фантастики (Paladin fantastiky) udělené kongresem fantastů Странник (Poutník) jako autorce kultovních sci-fi románů.[5]

## Česká vydání

### Knihy
- Čakra Kentaura, Golem Ríša, Praha 1991, přeložil Vlado Ríša, kniha kromě titulu Čakra Kentaura (1988, Чакра Кентавра) obsahuje ještě povídky Rozvod po marťansku (1967, Развод по-марсиански) a Sen za letního dne (1988, Сон в летний день).

### Povídky
- Dvojník (1972, Двойная фамилия), vyšlo v magazínu Čtení 1980, číslo 1.
- Planeta, která nemůže nic dát (1967, Планета, которая ничего не может дать), vyšlo v magazínu Sovětská literatura 1982/12.
- Stvoření světů (1983, Сотворение миров), vyšlo v časopise Sedmička pionýrů, ročník 17. (1983/84), číslo 50.–52, přeložil Josef Týč.
- U moře, kde začíná země (1968, У моря, где край земли), vyšlo v časopise Pionýr, ročník 1984, číslo 3, v antologii Setkání pro rok X, Lidové nakladatelství, Praha 1987 a pod názvem U moře, kde končí země v antologii Hodina zázraků, Lidové nakladatelství, Praha 1989, přeložil Josef Týč.
- Obvinění (1969, Обвинениеú, vyšo v antologii Skleněné město, Mladá fronta, Praha 1985, přeložila Zdena Tichotová.
- Na stejném místě (1967, На этом самом месте), vyšlo v antologii Chlapík z pekla, Albatros, Praha 1986, přeložila Miroslava Genčiová.
- Sonáta hada (1979, Соната ужа). vyšlo v antologii Sonáta hada, Lidové nakladatelství, Praha 1988, přeložil Vlado Ríša.